# Order Zasługi Wielkiego Księstwa Luksemburga
Order Zasługi Wielkiego Księstwa Luksemburga (fr.: Ordre de Mérite du Grand-Duché de Luxembourg) – najmłodsze luksemburskie odznaczenie za zasługi, ustanowione w 1961 jako order państwowy (w przeciwieństwie do drugiego luksemburskiego orderu Zasługi Adolfa de Nassau, który jest orderem domowym).

## Historia
Order został ustanowiony 23 stycznia 1961 przez ostatnią władczynię Luksemburga z dynastii Nassau Charlotte i może być nadawany zarówno Luksemburczykom jak cudzoziemcom za wybitne osiągnięcia zawodowe oraz sukcesy w służbie państwowej. Posiada pięć klas według znanego schematu Legii Honorowej, od Wielkiego Krzyża do Krzyża Kawalerskiego, oraz związany z nim Krzyż Zasługi.

## Insygnia
Insygnia orderu to oznaka I–V klasy, gwiazdy I i II klasy oraz Krzyż Zasługi. Oznaką jest krzyż typu kawalerskiego, emaliowany na biało z niebieskim obramowaniem, złoty dla I – IV klasy i srebrny dla V klasy. W medalionie środkowym awersu znajduje się godło państwowe, lew luksemburski otoczony zielonym wieńcem laurowym, a w medalionie rewersu ukoronowany monogram założycielki z podwójnym, splecionym „C”. Oznaka, w przeciwieństwie do wszystkich innych orderów Luksemburga (zawieszonych na koronie królewskiej), posiada tylko proste kółko jako zawieszkę.
Gwiazda I klasy jest złota, dwunastopromienna, i nosi na sobie awers oznaki. Gwiazda II klasy ma taki sam kształt, ale jest srebrna.
Krzyż Zasługi wykonywany w złoconym srebrze ma tę samą formę jak oznaka, ale nie jest emaliowany i posiada promienie między swymi ramionami.
Order noszony jest na bordowej wstążce z obustronnymi niebiesko-białymi bordiurami (barwy flagi Luksemburga), przy I klasie na wielkiej wstędze z prawego ramienia na lewy bok.